# Carlito Martins

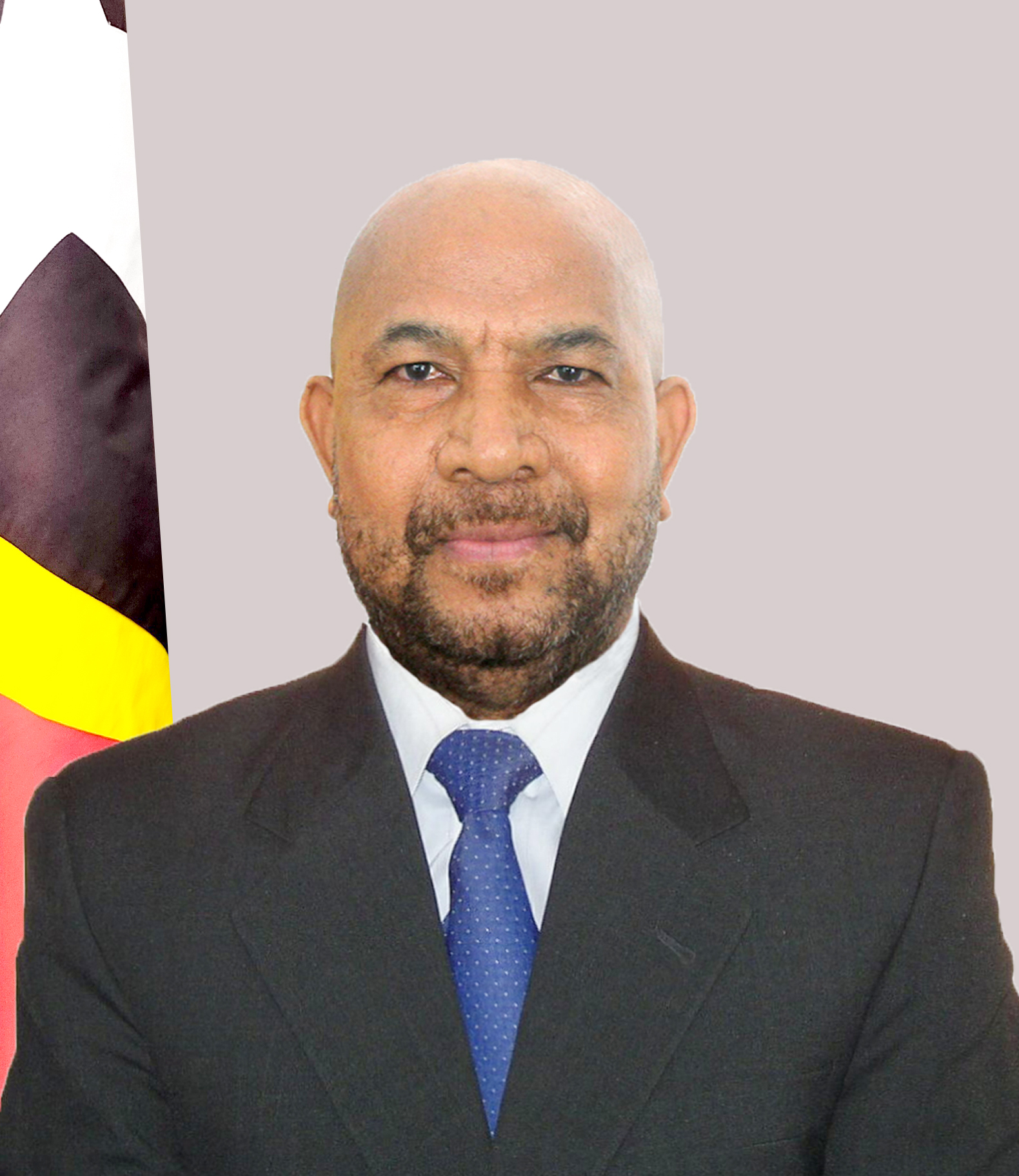
Carlito Martins

Carlito Martins ist ein osttimoresischer Beamter.
Martins erwarb sich zwischen 2002 und 2004 an der Victoria University in Australien einen Master-Titel in Public und Business Management. Von Juni 2009 bis Mai 2013 war er Generaldirektor im Ministerium für Staatsadministration Osttimors.
2021 wurde Martins als Vertreter der Regierung Osttimors in die Comissão Nacional de Eleições (CNE) entsandt. Seine Vereidigung zum Kommissar fand am 16. August 2021 statt. Die Amtszeit  läuft bis 2026. Als Vertreter der CNE ist Martins für die Gemeinden Aileu und Cova Lima zuständig.